# Charles de Cobenzl
 (avril 2022).
Pour les articles homonymes, voir Cobenzl.
Charles Jean Philippe, comte de Cobenzl (né à Laibach le 21 juillet 1712 et mort à Bruxelles le 27 janvier 1770) fut un homme d'État carniolien au service des Habsbourg d'Autriche.

## Biographie
Né dans une illustre famille de grands commis au service de l'État autrichien, il entama sa carrière dans la diplomatie. Après le départ du marquis de Botta-Adorno, il fut promu ministre plénipotentiaire à Bruxelles (15 septembre 1753). Malgré des incompatibilités d'humeur avec le gouverneur général des Pays-Bas Charles de Lorraine, et avec le chef-président du Conseil privé, le comte de Neny, Cobenzl put entreprendre de grandes réformes. Partageant les vues du prince de Kaunitz, chancelier de cour et d'État autrichien, sur le caméralisme et la centralisation, il s'attacha à redresser les finances des Pays-Bas (nouveaux impôts, loi sur les biens de mainmorte, loterie impériale, Jointe des administrations) et soutint l'industrie par des octrois exclusifs (industrie chimique, porcelaines) et par le relèvement des tarifs douaniers. Les privilèges et les particularismes provinciaux des différentes principautés des Pays-Bas le freinèrent dans sa politique centralisatrice.
En matière culturelle, Cobenzl appliqua également une politique éclairée en faisant restaurer la bibliothèque des ducs de Bourgogne (1755) et en patronnant la Société littéraire (1769), berceau de l'Académie de Bruxelles (créée en 1772). Cependant, il ne parvint pas à établir aux Pays-Bas une revue "philosophique", ni à y accueillir, en raison du veto de Vienne, le Journal Encyclopédique de Pierre Rousseau. Il fut le protecteur du jeune graveur bruxellois Antoine Cardon.
Menant une vie fastueuse, il mourut couvert de dettes. Il fut remplacé, comme ministre plénipotentiaire à Bruxelles, par le prince de Starhemberg.
En 1759, Cobenzl avait reçu le collier de chevalier de l'Ordre de la Toison d'or.